# Aldi (diszkonthálózat)
Az Aldi (fonetikusan: ˈaldiː kiejtéseⓘ, stilizálva ALDI) két német, családi tulajdonú kereskedelmi vállalat közösen használt márkája, melyeknek együttesen több mint 10 ezer áruháza van közel 20 országban, és a becsült bevételük együttesen meghaladja az 50 milliárd eurót. Az áruházláncot Karl és Theo Albrecht testvérek alapították 1946-ban, amikor átvették édesanyjuk esseni boltját. Az üzletet 1960-ban két csoportra osztották, amikből később alakult meg az esseni székhelyű Aldi Nord és a Mülheim an der Ruhr központú Aldi Süd. Az Aldi márkanevet 1962-ben kezdték el használni az Albrecht Diskont rövidítéséből. 1966-ban az Aldi Nord és az Aldi Süd mind pénzügyileg, mind jogilag elvált egymástól, habár a két divízió neve mégis úgy tűnhet, mintha egy cégről lenne szó, különösképpen a saját márkás termékek elkészítésénél és a beszállítókkal folytatott tárgyalásokon. A szétválás előtti cég neve Aldi Einkauf GmbH & Compagnie, oHG volt.
Németországban az Aldi Nord 35 regionális fiókkal közel 2500 áruházat üzemeltet az ország nyugati, keleti és északi részeiben, míg az Aldi Süd 32 regionális fiókkal közel 1600 üzletet az ország nyugati és déli részein. Nemzetközi téren az Aldi Nord Dániában, Franciaországban, Hollandiában, Belgiumban, Luxemburgban, Portugáliában, Spanyolországban és Lengyelországban, az Aldi Süd pedig Írországban, az Egyesült Királyságban, Magyarországon (ALDI Magyarország Élelmiszer Kereskedelmi Bt.), Svájcban, Ausztráliában, Kínában, Olaszországban, Ausztriában és Szlovéniában működtet áruházakat a helyi leányvállalatukon keresztül. Az Egyesült Államokban mind a két Aldi jelen van, együttesen 1600 üzlettel, azonban amíg az Aldi Süd megtartotta az Aldi márkanevet, addig az Aldi Nord Trader Joe’s névvel vonult be az amerikai piacra.

## Története

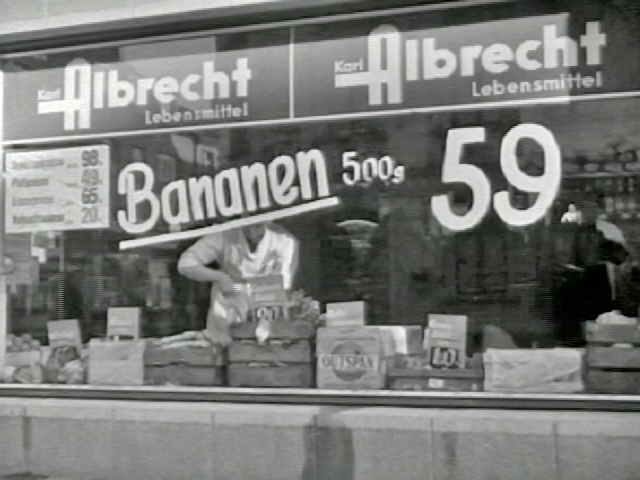
Albrecht élelmiszerbolt 1958-ban

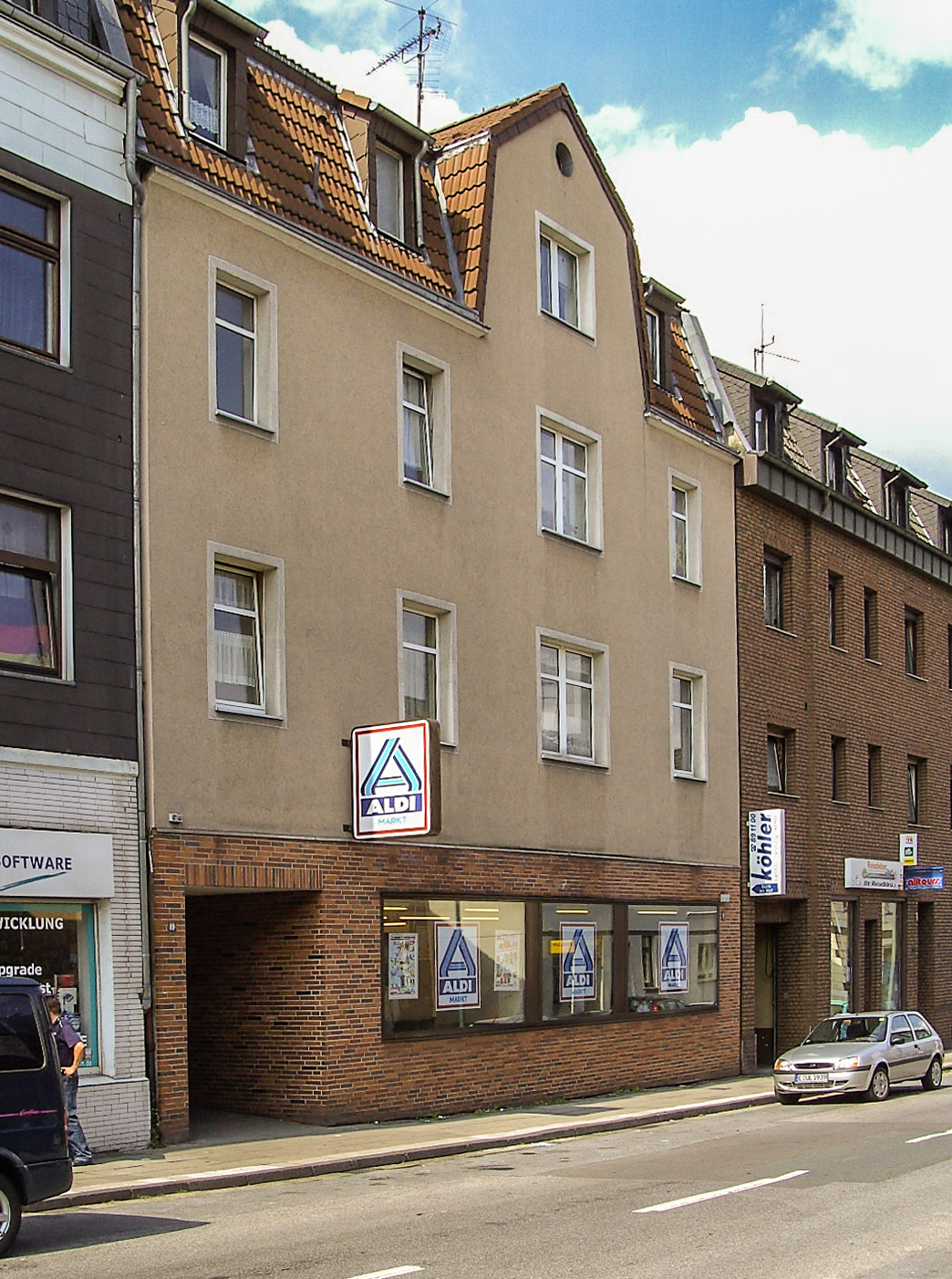
Első Aldi üzlet

A cég legrégebbi gyökerei 1913-ig nyúlnak vissza, amikor Karl és Theo Albrecht édesanyja egy kis boltot nyitott Schmonnebeckben, Essen egyik külvárosában. Édesapjuk bányász, majd péksegéd volt. Karl 1920-ban, Theo 1922-ben született. Theo saját boltjukban tanonckodott, míg Karl egy fűszerüzletben szerzett gyakorlatot.
Karl megvett egy élelmiszerboltot, amit előtte F. W. Judt vezetett, aki a legolcsóbb élelmiszer-beszerző helyként reklámozta vállalkozását. A második világháború alatt a német hadseregben szolgált. A háború után, 1945-ben a fivérek átvették anyjuk üzletének irányítását, amit Albrecht Diskontnak, röviden Aldninak neveztek el, és hamarosan újabbat nyitottak a környéken. 1950-re az Albrecht fivéreknek a Ruhr-vidéken már 13 üzletük volt.
A testvérek elképzelése, ami abban az időben újnak számított, az volt, hogy a megengedett maximális árból 3%-ot engednek. Az akkori piacvezetők többsége nagyvállalat volt, ők bélyegeket gyűjtettek vásárlóikkal, és ha ezeket megadott időn belül visszaküldték, az áruért kifizetett összeg egy részét visszakapták. Az Albrecht fivérek szintén gondosan ügyeltek, nehogy olyan áru legyen a polcaikon, ami nem fogy el. Annyi nyereséget értek el, amennyit csak lehetett: nem reklámoztak, nem árultak friss árut, és olyan kicsinek hagyták meg boltjaikat, amennyire csak lehetett.
1960-ban az üzletet két részre választották szét, mivel a két testvér összeveszett a cigaretták értékesítéséről. Karl úgy vélte, a dohányáruk csak vonzzák a bolti tolvajokat, míg a bátyja, Theo szerint nem. Abban az időben együtt már 300 üzletük volt, és az éves bevételük elérte a 90 millió német márkát. 1962-ben kezdték el használni az Aldi márkanevet nevet az Albrecht Diskont rövidítéséből, és ekkor kapta meg a cég két részlege az Aldi Nord és Aldi Süd nevet., 1966-ban vált szét két külön céggé, melyek így mind pénzügyileg, mind jogilag önálló vállalatok lettek, és a kettejük közötti kapcsolatot barátságosnak írták le. A két divízió neve mégis úgy tűnhet, mintha egy cégről lenne szó, különösképpen a saját márkás termékek elkészítésénél és a beszállítókkal folytatott tárgyalásokon.
A két céget kezdetben kizárólag a két testvér birtokolta, és ők is irányítottak. Theo fia, Berthold halála után az Aldi Nordot továbbra is az Albrecht család irányítja a Markus, Lukas és Jakobus Albrecht vezette alapítványon keresztül, aminek 80,5%-os tulajdonnal rendelkezik a cégben. A két vállalat közötti területi felosztás az NSZK területén két tartomány, Hessen és Észak-Rajna-Vesztfália esetében eredményezte, hogy mindjét cég jelen volt, szintén területi alapon kettéosztva. A két cég központja Essen (Aldi Nord) és Mülheim (Aldi Süd) városokban található, a területi határ a két a szomszédos város között húzódik.
Az Aldi 1968-ban kezdett el terjeszkedni a nemzetközi piacon, amikor az Aldi Süd felvásárolta a Hofer osztrák áruházláncot, az Aldi Nord pedig 1973-ban nyitotta meg első Németországon kívüli boltját Hollandiában, majd az ezt követő években mind a két vállalat folytatta a terjeszkedést további országokban. Az első Európán kívüli Aldi üzletet az Aldi Süd nyitotta meg 1976-ban az Egyesült Államokban, majd 1979-ben a Trader Joe’s felvásárlásával az Aldi Nord is belépett az amerikai piacra. Németország újraegyesítése és a vasfüggöny lehullása után felgyorsult az Aldi áruházak terjedése. 1993-ban az Albrecht fivérek lemondtak igazgatói posztjukról, és nyugdíjba vonultak. A vállalatok irányítása családi alapítványokhoz került: a Siepmann Foundation kezeli az Aldi Südöt, a Markus Foundation pedig az Aldi Nordot és a Trader Joe's-t.
2025 májusában az Aldi Nord és az Aldi Süd vezetői tárgyalásokat folytattak a két kiskereskedelmi cég esetleges egyesüléséről, amelyet a tervek szerint  egy közös holdingtársaság alatt alatt valósítanának meg. A fúzió különböző forgatókönyveit mérlegelték.

## Üzleti szervezet

### Németországban

Az Aldi Nord és az Aldi Süd működési területe Németországban

Németországban az Aldi Nord 35 regionális fiókkal közel 2500 áruházat üzemeltet, míg az Aldi Süd 32 regionális fiókkal közel 1600 üzletet. A két cég működési területét az úgynevezett „Aldi-Äquator” (magyarul: Aldi-egyenlítő) jelenti, ami a Rajnától Mülheimen, Wermelskirchenen, Marburgon és Gießenen át Fuldáig tart.
Az egykori NDK területét az Aldi Nord szolgálja ki, leszámítva Sonneberg térségét, ami az Aldi Süd bajorországi fióktelepéhez tartozik. Az Aldi áruházakat üzemeltető regionális fiókok egymástól független korlátolt felelősségű társaságokként működnek, egy-egy regionális vezetővel, akik közvetlenül az anyacég esseni, illetve mülheimi központjával állnak kapcsolatban.
A német Forsa piackutató intézet 2002. decemberi felmérése szerint Németországban a fizikai munkások 95%-a, az irodai alkalmazottak 88%-a a közalkalmazottak 84%-a és a egyéni vállalkozók 80%-a vásárol az Aldiban. Az Aldi egyik legjelentősebb nemzetközi versenytársa a Lidl.

### Nemzetközileg

Aldi Nord és Aldi Süd jelenléte a világ országaiban
Aldi Nord
Aldi Süd

Az Aldi-csoport világszerte mintegy 10 000 áruházat üzemeltet. Helyi leányvállalatokon keresztül az Aldi Nord Hollandiában, Belgiumban, Franciaországban, Luxemburgban,  Spanyolországban, Portugáliában és Lengyelországban működtet Aldi áruházakat, valamint az Egyesült Államokban Trader Joe’s üzleteket. Az Aldi Süd pedig az Egyesült Államokban, az Egyesült Királyságban, Írországban, Ausztráliában, Svájcban, Magyarországon (ALDI Magyarország Élelmiszer Kereskedelmi Bt.), Kínában és Olaszországban üzemeltet Aldi áruházakat, Ausztriában és Szlovéniában Hofer boltokat. Az Aldi Süd 2008 novemberében Görögországban is nyitott Aldi áruházat, azonban 2010 decemberében ki is vonult az ország piacáról.
Amíg az Aldi Nord a külföldi leányvállalatait, mint a holland Combit és a belga Lansát átnevezte Aldi Markt, illetve Aldi Marché névre, igazodva a nemzetközi Aldi márkanévhez, addig az Aldi Süd a helyi megjelenést próbálja erősíteni az Aldi Süd áruházakkal Németországban, az Aldi Suisse áruházakkal Svájcban, valamint a Hofer áruházakkal Ausztriában és Szlovéniában.
Az első magyarországi áruházakat 2008. április 17-én nyitotta meg az Aldi Südhöz tartozó magyar leányvállalat, az ALDI Magyarország Élelmiszer Kereskedelmi Bt. Debrecenben, Gyulán, Nyíregyházán, Pécsett és Piliscsabán.

### Földrajzi eloszlás

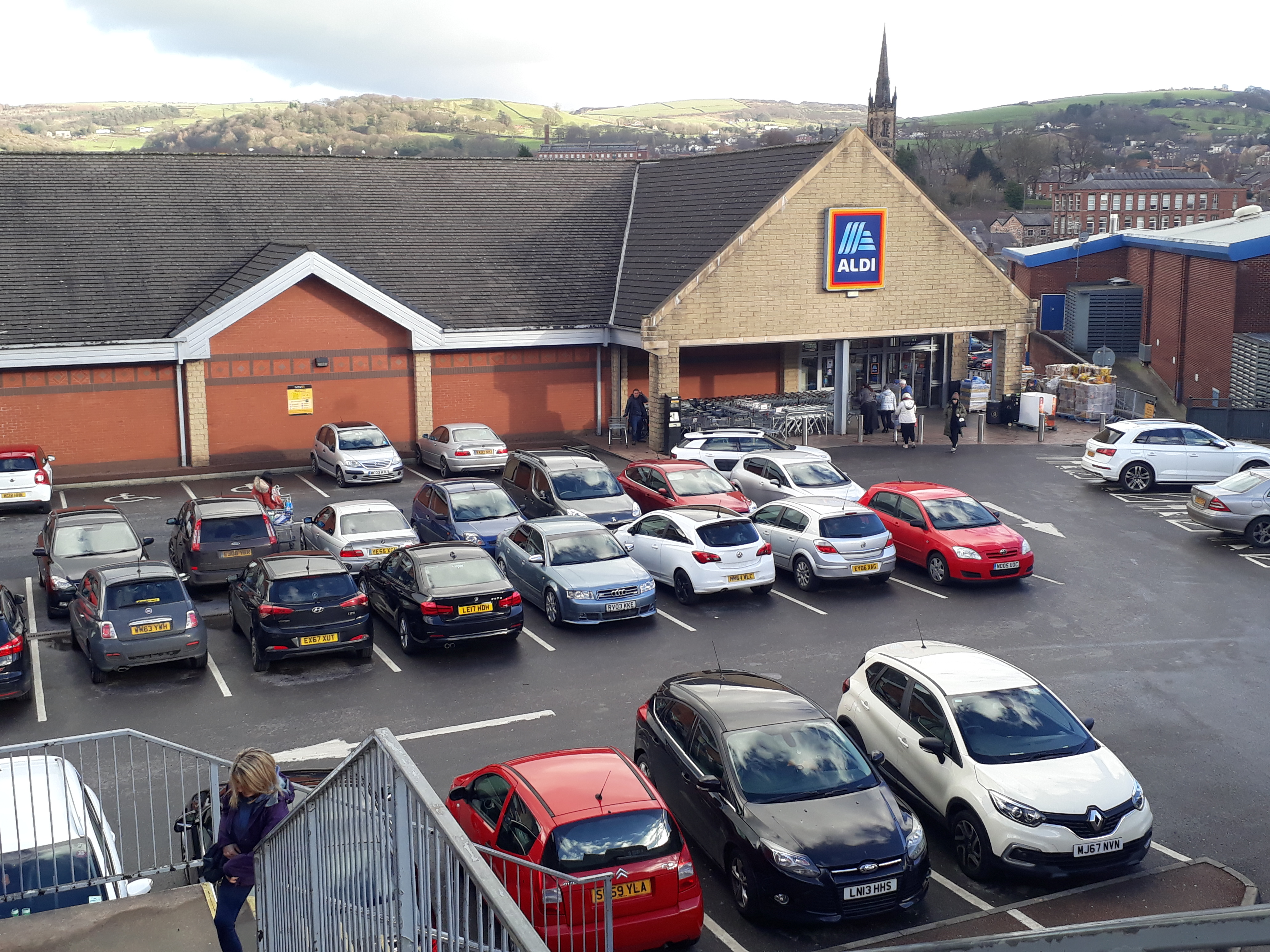
Aldi áruház Macclesfieldben

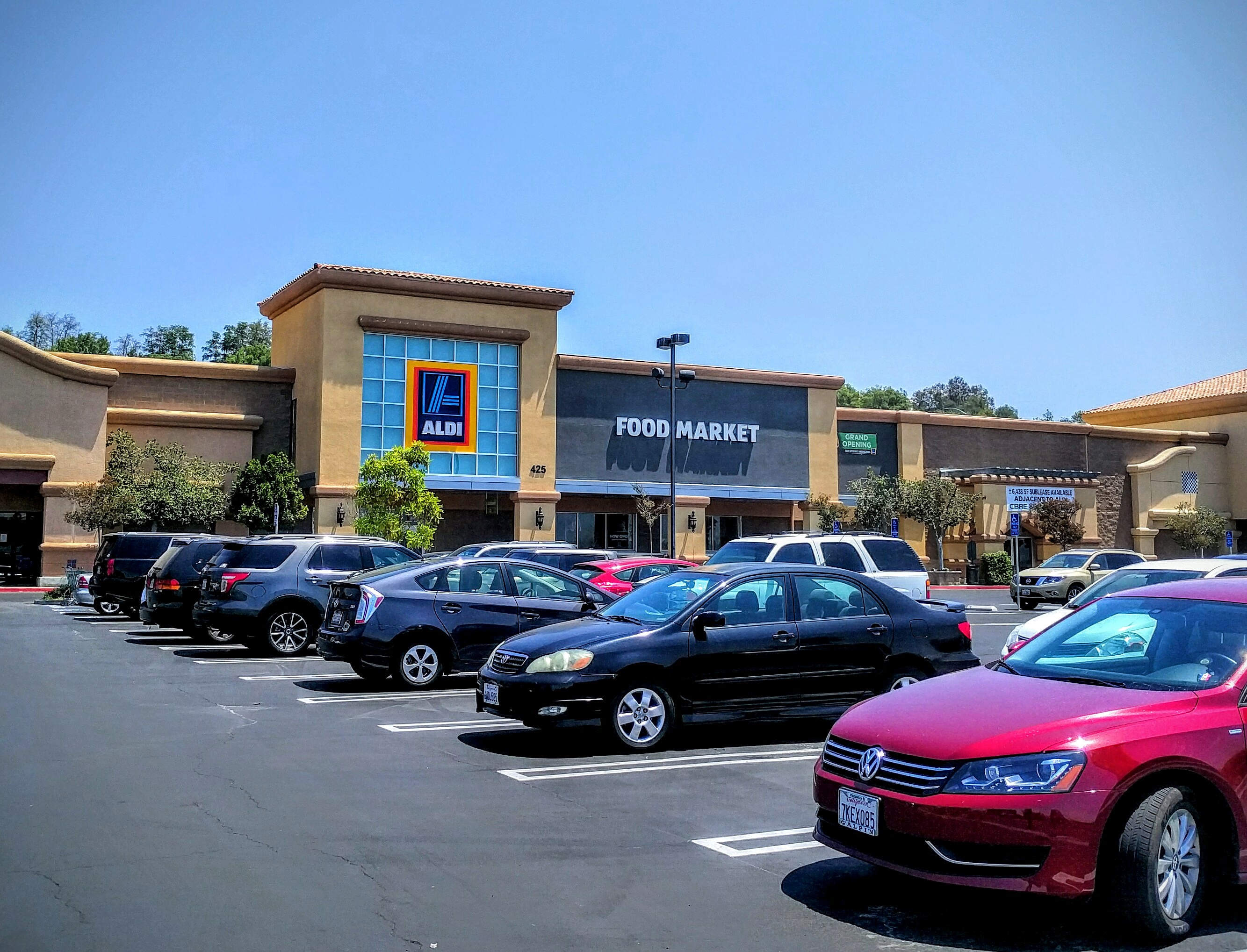
Újabb stílusú Aldi áruház Simi Valley-ben

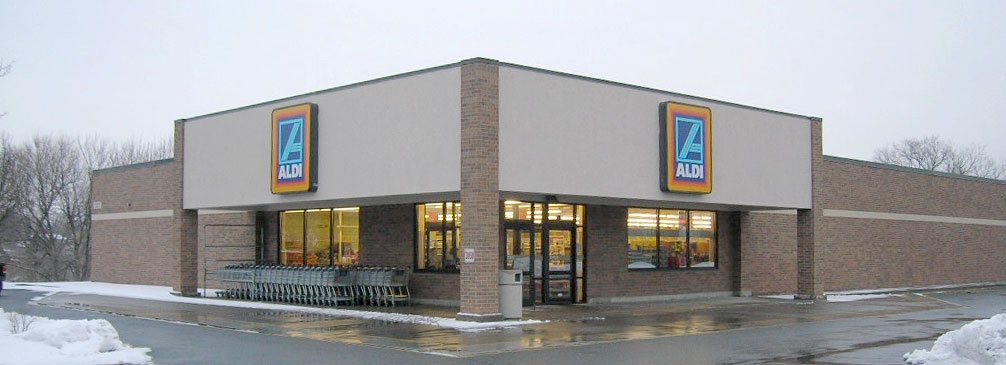
Régebbi stílusú Aldi áruház Bethlehemben

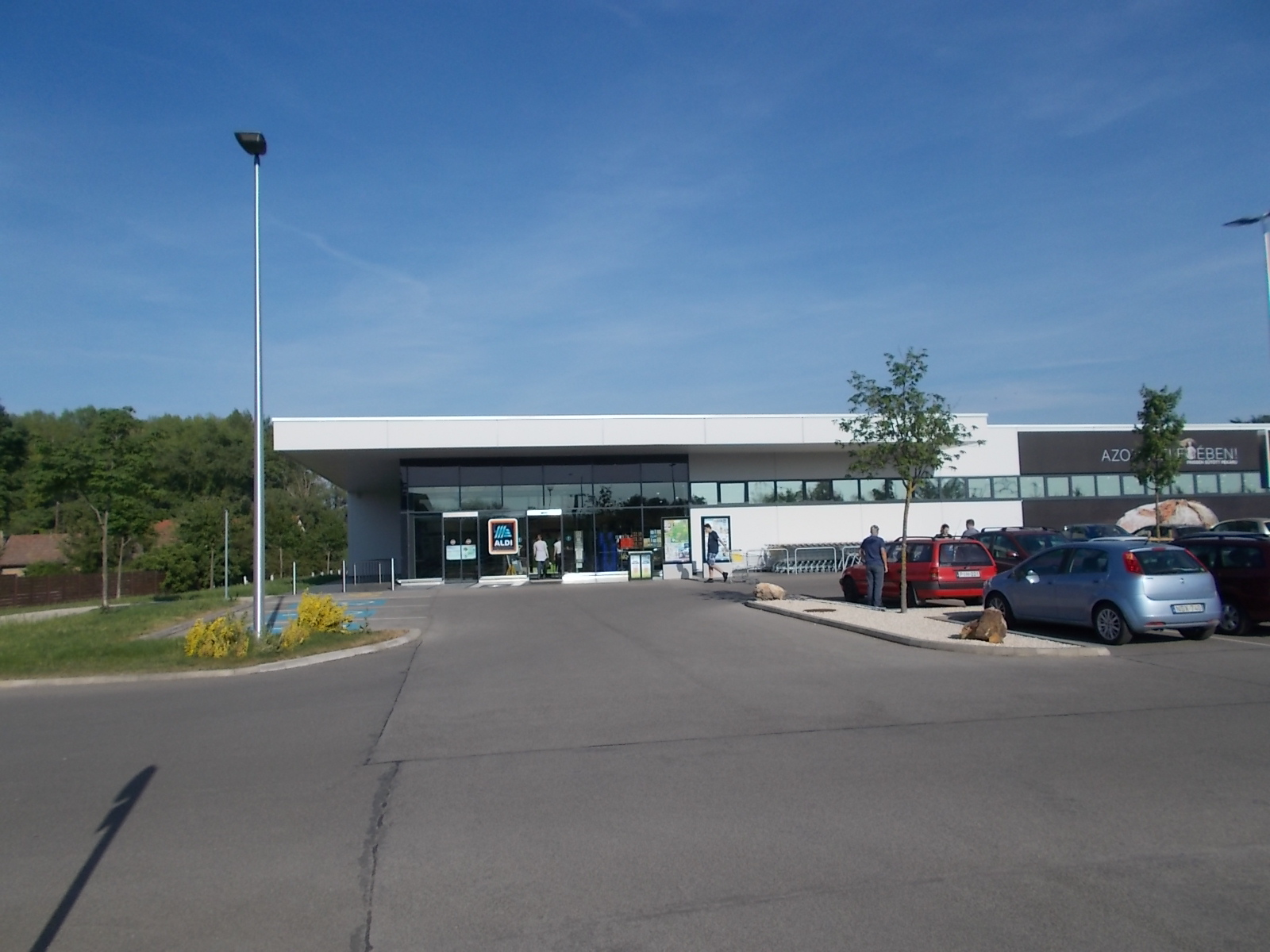
Aldi áruház Pakson

| Ország                     | Név                        | Aldi-csoport               | Jelenlét                   | Boltok száma |
| -------------------------- | -------------------------- | -------------------------- | -------------------------- | ------------ |
| Németország                | Aldi                       | NORD                       | 1961                       | 2300         |
| Németország                | Aldi Süd                   | SÜD                        | 1962                       | 1940         |
| Ausztria                   | Hofer                      | SÜD                        | 1968                       | 525          |
| Hollandia                  | Aldi                       | NORD                       | 1973                       | 490          |
| Belgium                    | Aldi                       | NORD                       | 1976                       | 430          |
| Amerikai Egyesült Államok  | Aldi                       | SÜD                        | 1976                       | 1990         |
| Amerikai Egyesült Államok  | Trader Joe’s               | NORD                       | 1979                       | 474          |
| Franciaország              | Aldi                       | NORD                       | 1988                       | 850          |
| Egyesült Királyság         | Aldi                       | SÜD                        | 1990                       | 880          |
| Írország                   | Aldi                       | SÜD                        | 1990                       | 140          |
| Luxemburg                  | Aldi                       | NORD                       | 1991                       | 10           |
| Ausztrália                 | Aldi                       | SÜD                        | 2001                       | 550          |
| Spanyolország              | Aldi                       | NORD                       | 2002                       | 250          |
| Svájc                      | Aldi                       | SÜD                        | 2005                       | 215          |
| Szlovénia                  | Hofer                      | SÜD                        | 2005                       | 85           |
| Portugália                 | Aldi                       | NORD                       | 2006                       | 40           |
| Magyarország               | Aldi                       | SÜD                        | 2008                       | 178          |
| Lengyelország              | Aldi                       | NORD                       | 2008                       | 100          |
| Kína                       | Aldi                       | SÜD                        | 2017                       | 6            |
| Olaszország                | Aldi                       | SÜD                        | 2018                       | 95           |
| Aldi Nord áruházak száma   | Aldi Nord áruházak száma   | Aldi Nord áruházak száma   | Aldi Nord áruházak száma   | 5164         |
| Aldi Süd áruházak száma    | Aldi Süd áruházak száma    | Aldi Süd áruházak száma    | Aldi Süd áruházak száma    | 6571         |
| Összes Aldi áruházak száma | Összes Aldi áruházak száma | Összes Aldi áruházak száma | Összes Aldi áruházak száma | 11 735       |

## Fordítás
- Ez a szócikk részben vagy egészben  az   Aldi című angol Wikipédia-szócikk fordításán alapul.  Az eredeti cikk szerkesztőit annak laptörténete sorolja fel. Ez a jelzés csupán a megfogalmazás eredetét és a szerzői jogokat jelzi, nem szolgál a cikkben szereplő információk forrásmegjelöléseként.